# Good cop, bad cop
Good cop, bad cop är en klassisk förhörsteknik som bland annat används av polisen. Den går ut på att två förhörsledare turas om att förhöra klienten med trevlig och otrevlig attityd. Syftet är att klienten ska utveckla sympati med den trevliga förhörsledaren.